# Hannah James
Hannah Vere Nicoll, más conocida como Hannah James, es una actriz británica-estadounidense que actualmente interpreta a Emma Green en la miniserie Mercy Street.

## Biografía
Es hija de padre estadounidense y madre inglesa; tiene una hermana.
Se graduó de "Guilford School of Acting".

## Carrera
En 2016 se unió al elenco principal de la miniserie Mercy Street, donde interpreta a la voluntaria y enfermera Emma Green hasta ahora. En 2017 apareció como invitada en un episodio de la tercera temporada de la popular serie Outlander, donde interpretó a Geneva Dunsany.

## Filmografía

### Series de televisión
| Año             | Serie        | Personaje      | Notas                     |
| --------------- | ------------ | -------------- | ------------------------- |
| 2017            | Outlander    | Geneva Dunsany | episodio "Of Lost Things" |
| 2016 - presente | Mercy Street | Emma Green     | 7 episodios - miniserie   |

### Películas
| Año  | Título       | Personaje | Notas                                                                                            |
| ---- | ------------ | --------- | ------------------------------------------------------------------------------------------------ |
| 2014 | Winding Lane | Beth      | corto - junto a Damian Perks, Keith Hargreaves, Paige Summers, Ethan Waller y Tiarnan O'Sullivan |